# Bielawy (powiat turecki)
Bielawy – kolonia w Polsce położona w województwie wielkopolskim, w powiecie tureckim, w gminie Malanów.